# 钱国梁
钱国梁（1940年1月—2023年2月15日），江苏吴江人，中国人民解放军上将。

## 生平
钱国梁1959年入伍，1960年加入中国共产党。他历任战士、团司令部作训股测绘员、保密员、师司令部作训科参谋、作训科副科长、团参谋长、团长、副师长、第80师师长、军参谋长等职。1985年7月，担任中国人民解放军第27集团军军长。1988年被授予少将军衔。1993年，担任济南军区参谋长。1995年授中将军衔。1996年，任济南军区司令员。1999年，担任沈阳军区司令员。2002年，晋升为上将。
钱国梁还是中国共产党第十三次、十四次全国代表大会代表，中国共产党第十三届、十四届中央委员会候补委员，第十五届、十六届中央委员会委员。
2023年2月15日，钱国梁因病医治无效，于南京逝世，享年84岁。新华社于3月15日发布讣告，后刊登在3月20日的《解放军报》。